# Nannophyopsis
Nannophyopsis är ett släkte av trollsländor. Nannophyopsis ingår i familjen segeltrollsländor.
Kladogram enligt Catalogue of Life:
| Nannophyopsis | \| \| Nannophyopsis chalcosoma \| \| \| \| \| \| Nannophyopsis clara \| \| \| \| |
|               | \| \| Nannophyopsis chalcosoma \| \| \| \| \| \| Nannophyopsis clara \| \| \| \| |
|               | Nannophyopsis chalcosoma                                                         |
|               |                                                                                  |
|               | Nannophyopsis clara                                                              |
|               |                                                                                  |